# Nokturnal Mortum
I Nokturnal Mortum sono una band black metal proveniente dall'Ucraina e nata nel 1994.

## Storia
Partiti come gruppo Death Metal e precedentemente conosciuti col nome di Suppuration, poi Crystalline Darkness e Nocturnal Mortum (con la c), i Nokturnal Mortum iniziarono la loro attività musicale con il demo Twilightfall, che presentava un Symphonic black metal primitivo, con degli sparuti elementi folk in alcune canzoni, e per certi versi ancora legato agli stilemi del Death Metal (dato che il cantante utilizzava il Growl invece dello Scream), seguito poi da Lunar Poetry, con il quale la band cambiò stile, presentando un sound molto più ragionato caratterizzato da riff di chitarra più melodici e influenze Folk ancora più marcate. Il gruppo ottenne il primo vero riscontro di pubblico e critica nell'ovest Europa con la pubblicazione del loro album di debutto Goat Horns ("Corna di capra"), nel quale suonavano due diversi tastieristi (spesso nella stessa canzone) e che seguiva le orme del suo predecessore, ovvero: Symphonic black metal con influenze Folk. La band ha contribuito al tributo a Burzum Visions - A Tribute to Burzum con la cover di My Journey to the Stars.

In seguito il gruppo pubblicò il secondo album To The Gates of Blasphemous Fire, in cui il gruppo mette in risalto la componente Black Metal, abbandonando quasi del tutto le melodie tipiche del debutto e dei primi demo in favore di un sound più aggressivo (pur non disdegnando le influenze folk, le quali sono presenti in canzoni come "On the Moonlight Path", "Cheremosh", "The 13th Asbath Celebration" e "The Forgotten Ages of Victories").
I primi lavori del gruppo ucraino venivano rilasciati e ristampati dalla The End Records e dalla Nuclear Blast (le quali sono due pesi massimi all'interno del panorama metal mainstream), tuttavia interruppero i rapporti con il gruppo in seguito alla pubblicazione del terzo album Nechrist, disco che non solo segnava un ulteriore cambiamento dal punto di vista stilistico, poiché, pur avendo mantenuto il sound aggressivo tipico di To The Gates of Blasphemous Fire essi avevano cominciato ad utilizzare veri e propri strumenti folk anziché limitarsi alle tastiere e cominciarono a scrivere più spesso testi in lingua madre (che in questo caso è il russo), ma allo stesso tempo tramite questo disco la band cominciò a dimostrare simpatie neo naziste (e ciò si evince sia dalla gigantesca croce celtica, poi rimossa, in copertina, che dai testi smaccatamente antisemiti e ultranazionalisti di canzoni come "The Call of the Aryan Spirit"). Questa presa di posizione allontanò qualsiasi etichetta mainstream dalla band, spinse il combo ucraino sempre di più nell'underground e comportò anche un cambio di immagine dato che adottarono un nuovo logo in cui il caprone venne rimpiazzato da uno scudo con quattro Svastiche incise, il quale comparve sia nelle successive ristampe dei dischi precedenti fatte dalla Oriana Records, che nell'EP The Taste of Victory.
Nel 2004, dopo il già citato EP, venne la volta di Weltanschauung, disco che venne distribuito in due versioni differenti: la prima, in cui le canzoni erano tutte quante scritte in russo (più una in ucraino), e la seconda, in cui i testi sono scritti interamente in inglese (questa è l'ultima volta in cui la band adopererà l'Inglese). Stilisticamente parlando invece, il disco presenta ulteriori cambiamenti, poiché il sound si focalizza maggiormente sulla componente Folk metal dato che gli strumenti tradizionali vengono usati più spesso e risultano meglio amalgamati nelle canzoni, inoltre il drumming risulta molto meno aggressivo e svuotato dell'influenza del Black metal perché non vi sono blast beats all'interno delle canzoni. Nonostante la svolta a livello stilistico, il disco non si discosta molto dal suo predecessore in termini ideologici dato che i riferimenti al neonazismo e all'antisemitismo sono presenti in canzoni come "Hailed Be the Heroes" (motto molto popolare in patria, usato anche dall'Esercito Insurrezionale Ucraino) e "The Taste of Victory".
A 5 anni di distanza, la band pubblica Голос Сталі, disco che segna un'ulteriore svolta per il combo di Charkiv, poiché da qui in poi il gruppo abbandona completamente la politica (almeno nei testi) in favore della mitologia Slava, utilizza soltanto l'Ucraino per i testi (fatta eccezione per Валькирия, unico brano cantato in lingua Russa), e inoltre non solo la componente Folk è ormai diventata parte integrante dello stile dei Nokturnal Mortum (e non sembra più una semplice influenza che fa da contorno al sound), ma inoltre a quest'ultima si aggiungono anche l'apporto di alcuni inserti Progressive reminescenti dei Pink Floyd (presenti in canzoni come "Валькирия" e "Моєї Мрії Острови"), e un rafforzamento della componente Black metal tramite il drumming più aggressivo e roccioso del nuovo batterista Bairoth (che suonerà con i Nokturnal Mortum fino al 2020).
A circa 4 anni di distanza dall'uscita del fortunato Голос Сталі lo storico tastierista Saturious decide di abbandonare la band in via definitiva assieme ad Aywar, dopo la perdita di 2 membri ed uno split pubblicato nel 2016 con i Graveland il gruppo, forte di una nuova lineup pubblica nel 2017 un nuovo album chiamato Істина, che si differenzia dal precedente poiché la componente folk è più in risalto rispetto a quella black metal (i blast beat infatti sono molto rari e possono essere sentiti solo in alcune canzoni) anche grazie all'apporto di nuovi strumenti tradizionali (come ad esempio il Dulcimer suonato da Surm). Nonostante questa svolta il disco venne apprezzato sia dalla stampa che dai fan, e venne ritenuto "album metal ucraino dell'anno".
Con l'avvento del nuovo decennio la band andò incontro a numerosi cambiamenti, innanzitutto vi fu un nuovo cambio di lineup che vide la riconferma di Surm alle tastiere e al Dulcimer, l'arrivo di nuovi membri (il nuovo batterista Kubrakh) e il ritorno di 2 musicisti storici (Karpath al basso e Wortherax alla batteria), poi nel 2021 il gruppo annunciò una riregistrazione del demo Lunar Poetry (chiamato До Лунарної Поезії) che uscì a metà Febbraio del 2022,poco prima della guerra in Ucraina.

## Formazione

### Formazione attuale
- Knjaz Varggoth - voce, chitarra, tastiere, Strumenti folk
- Surm - tastiere, Dulcimer
- Karpath - basso
- Wortherax - chitarra
- Kubrakh - batteria

### Ex componenti
- Sataroth - tastiere
- Jurgis - chitarra
- Munruthel - batteria
- Alzeth - chitarra
- Xaarquath - basso
- Rutnar - basso
- Bairoth - batteria
- Saturious - tastiere, strumenti folk
- Astargh - chitarra
- Vrolok - basso
- Odalv - batteria
- Hyozt - tastiere
- Aywar - chitarra

## Discografia
Album in studio
- 1997 - Goat Horns
- 1998 - To the Gates of Blasphemous Fire
- 1999 - Нехристь
- 2004 - Мировоззрение / Weltanschauung
- 2009 - Голос Сталі
- 2017 - Істина
- 2022 - До Лунарної Поезії

Demo
- 1995 - Twilightfall (ripubblicato su CD nel 2003)
- 1995 - Black Clouds Over Slavonic Lands (presente come bonus nella ristampa del 2005 di Lunar Poetry)
- 1996 - Lunar Poetry (ripubblicato numerose volte in differenti formati)

Split
- 1997 - Path of the Wolf / Return of the Vampire Lord (con i Lucifugum)
- 2007 - Eastern Hammer (con Graveland, North e Temnozor)
- 2016 - The Spirit Never Dies (con Graveland)

EP
- 1997 - Return of the Vampire Lord
- 1997 - Marble Moon
- 2004 - The Taste of Victory

Raccolte
- 2003 - Return of the Vampire Lord · Marble Moon
- 2004 - Eleven Years Among the Sheep

Live
- 2009 - Live in Katowice